# Museo Histórico de Acapulco Fuerte de San Diego
El Fuerte de San Diego, en el casco histórico de Acapulco, Guerrero, funciona desde el 24 de abril de 1986 como Museo Histórico del puerto de Acapulco, Guerrero.  Se encuentra bajo resguardo del Instituto Nacional de Antropología e Historia (INAH).
En sus 13 salas se exhiben piezas significativas de la historia de Acapulco y del desarrollo del comercio marítimo en el país.

## Historia
El museo está instalado en el fuerte de San Diego, un imponente edificio que existe desde el siglo XVII y que sirvió para defender al puerto de los ataques de piratas. En 1986 el Instituto Nacional de Antropología e Historia, junto al Consejo Nacional y Estatal, la organización "Adopte una Obra de Arte" y la Asociación de Amigos del Fuerte de San Diego. A.C, decidieron darle una nueva vida como el museo que exhibiera la historia de Acapulco y su importancia económica y política.
La utilización del Fuerte facilita la promoción de la identidad acapulqueña y guerrerense.

## Descripción
El fuerte tiene la forma de una estrella de 5 picos. En un principio fue construido con fines militares pero ahora alberga las salas del museo.
Cuenta con un puente, construido en 2004, que permite el acceso directamente desde la terminal marítima.

## Salas
El museo cuenta con 12 salas temáticas que explican la historia del fuerte y el desarrollo económico del puerto, así como los ataques piratas y la independencia de México. Además, cuenta con una sala de exposiciones temporales.
En la sala introductoria se pueden conocer las condiciones políticas y militares que condujeron a la creación del Fuerte.
En la sala de los “Primero Pobladores” se relata la historia de los pueblos prehispánicos que habitaban Acapulco, y el conflicto que se desató al momento de la llegada de los conquistadores europeos.
La sala “la Conquista de los mares” expone la importancia de la situación geográfica de la Nueva España para lograr la expansión del imperio español por Sudamérica.
En la sala de “Navegación” se pueden encontrar información sobre la expansión de la influencia española hacia las Filipinas y la importancia del puerto de Acapulco para lograr este objetivo.
La sala de “Comercio, seda, marfiles mobiliario y porcelana” muestra algunos de los artículos de lujo que transitaban por el puerto desde Oriente hacia el interior del país.
Mientras, en la “sala de Piratería” se muestran objetos que emplearon piratas, bucaneros, filibusteros y corsarios para asediar a los barcos y territorios de la Corona Española.
En la sala de “Los confines del imperio” se analiza el mestizaje cultural que permitió el surgimiento de la cultura filipina.
La cocina del fuerte fue restaurada para mostrar cómo es que los soldados y oficiales preparaban sus alimentos. Se resalta el mestizaje en la preparación de alimentos: la mezcla de técnicas españolas adaptadas a la incipiente cocina guerrerense, enriquecida con las especias de Asia que llegaban al puerto. 
Por último, en la sala de “Independencia” se analiza, sobre todo, la importante figura de Morelos y sus campañas militares en Acapulco.
Además, se pueden visitar los torreones, buhardas y adarves del fuerte, que permiten una vista del puerto.

## Galería

Museo Histórico
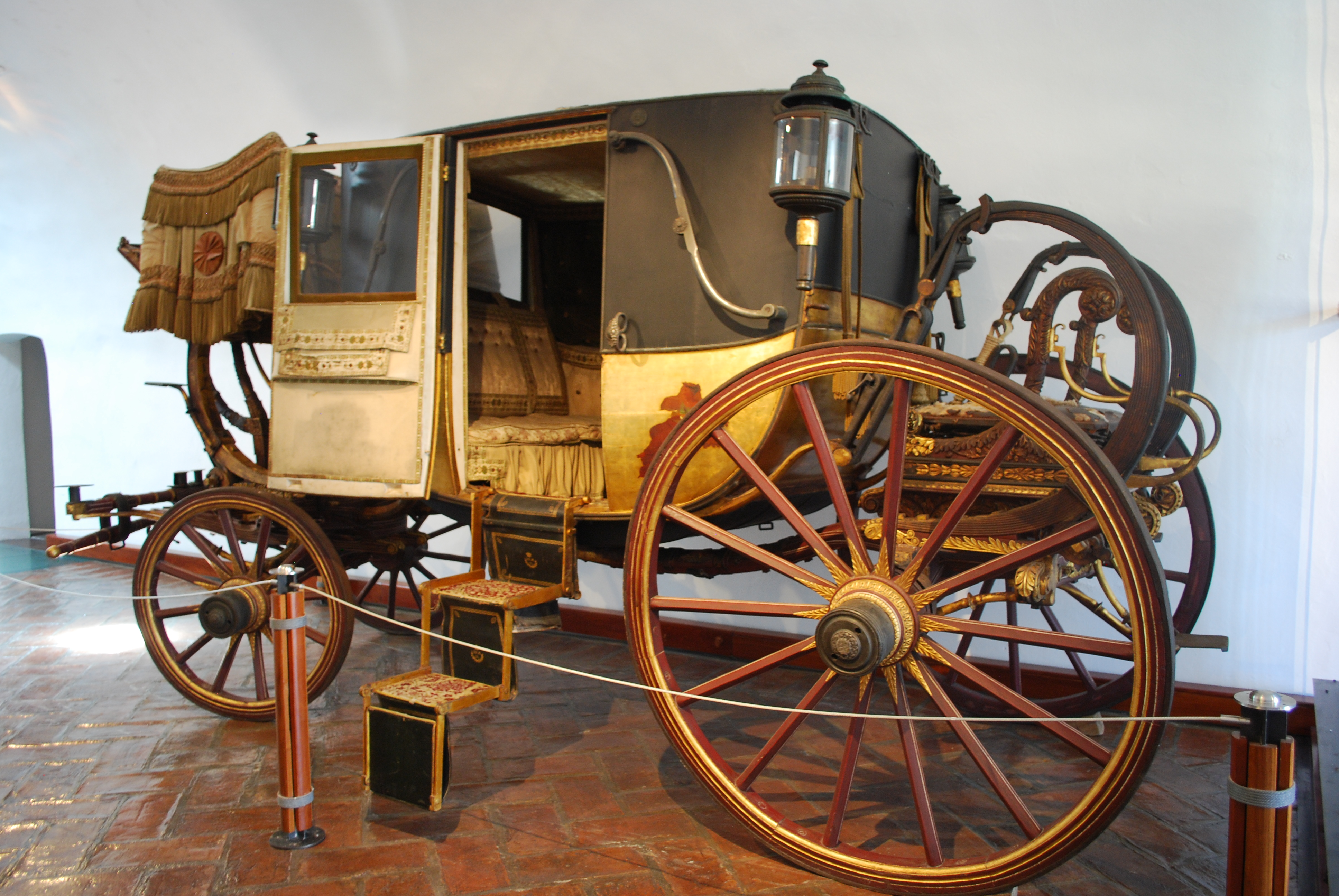
Carro utilizado por el rey Guillermo II de los Países Bajos en exhibición.
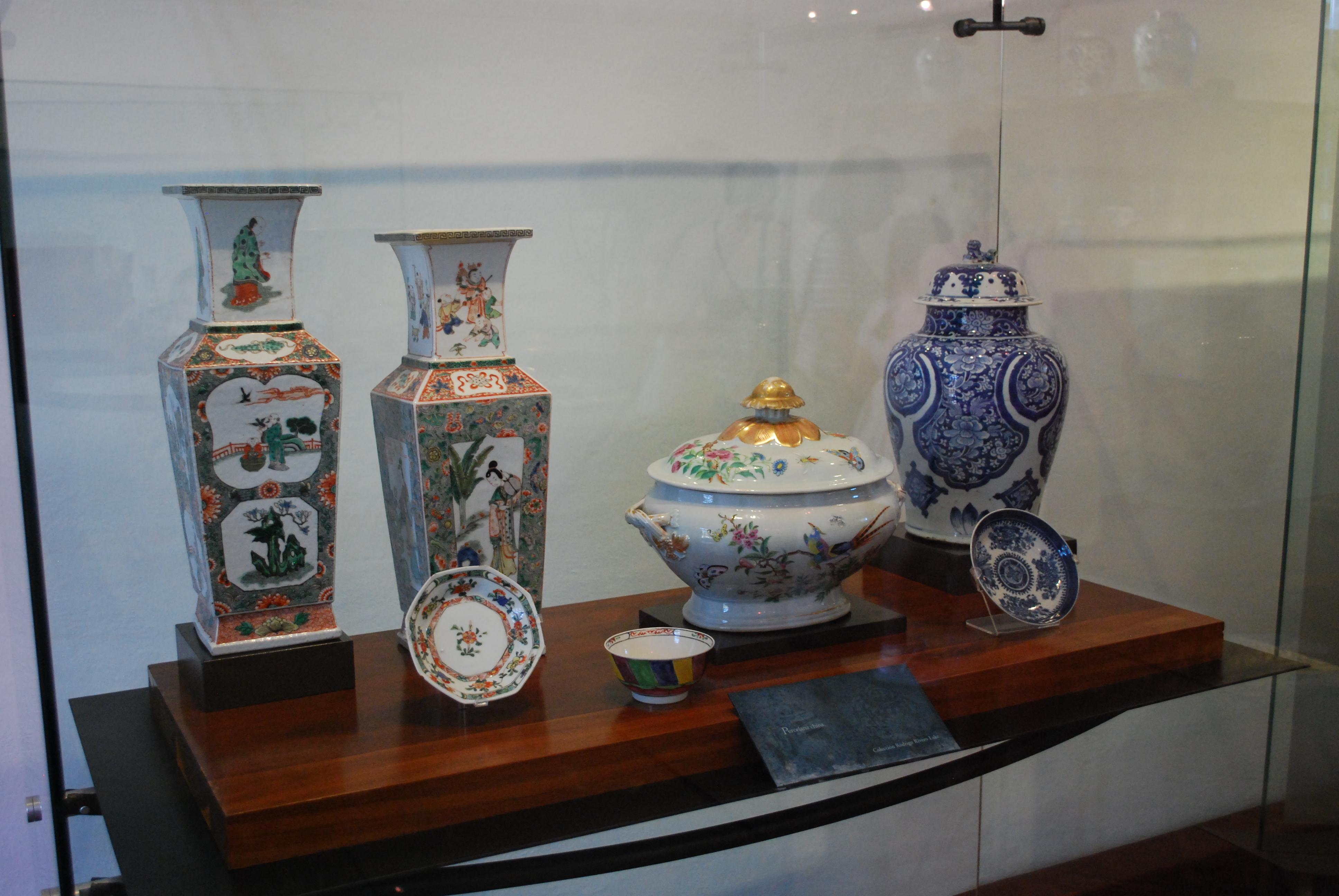
Porcelana oriental en exhibición.
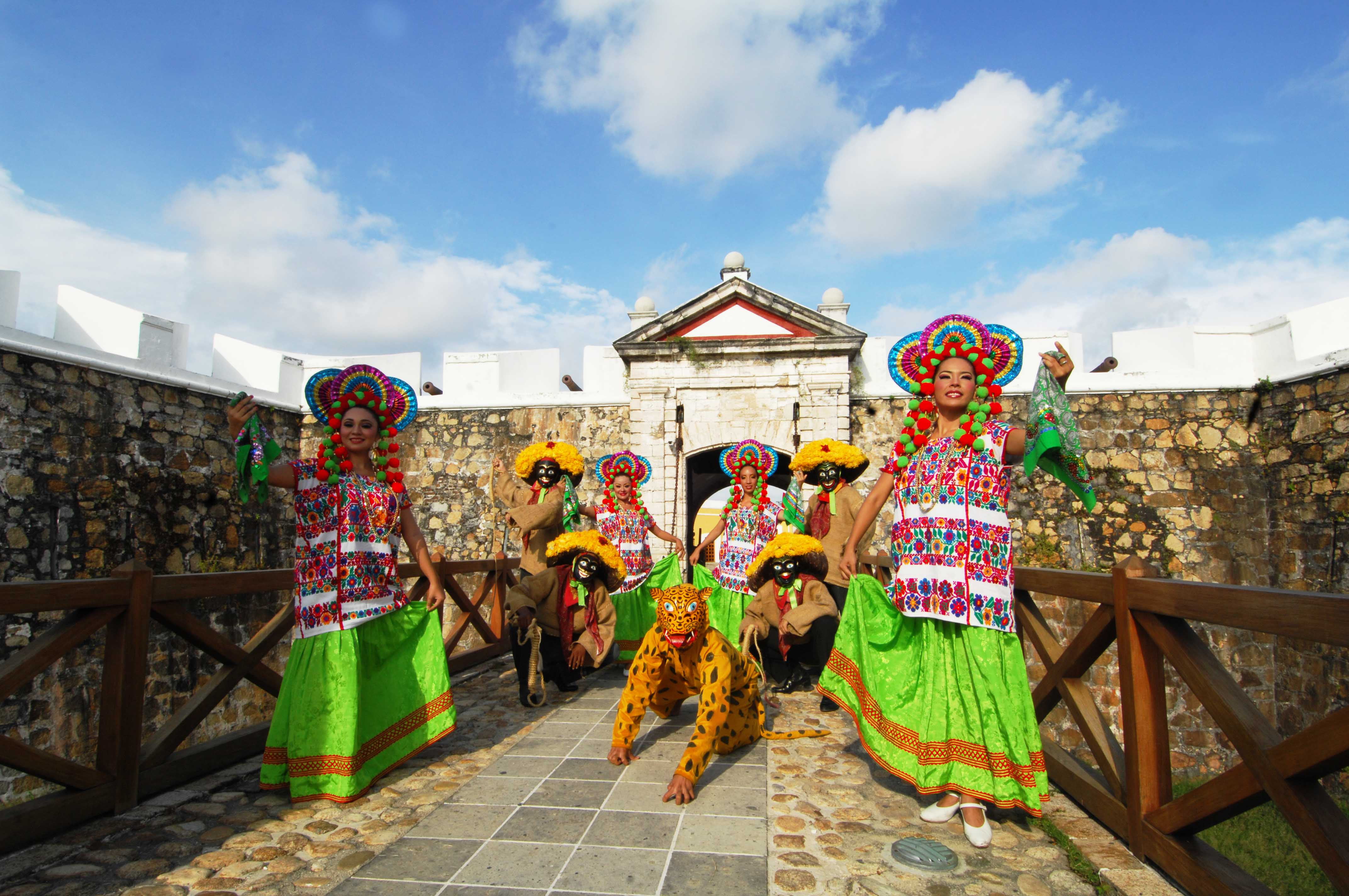
Vestimenta tipica del estado.
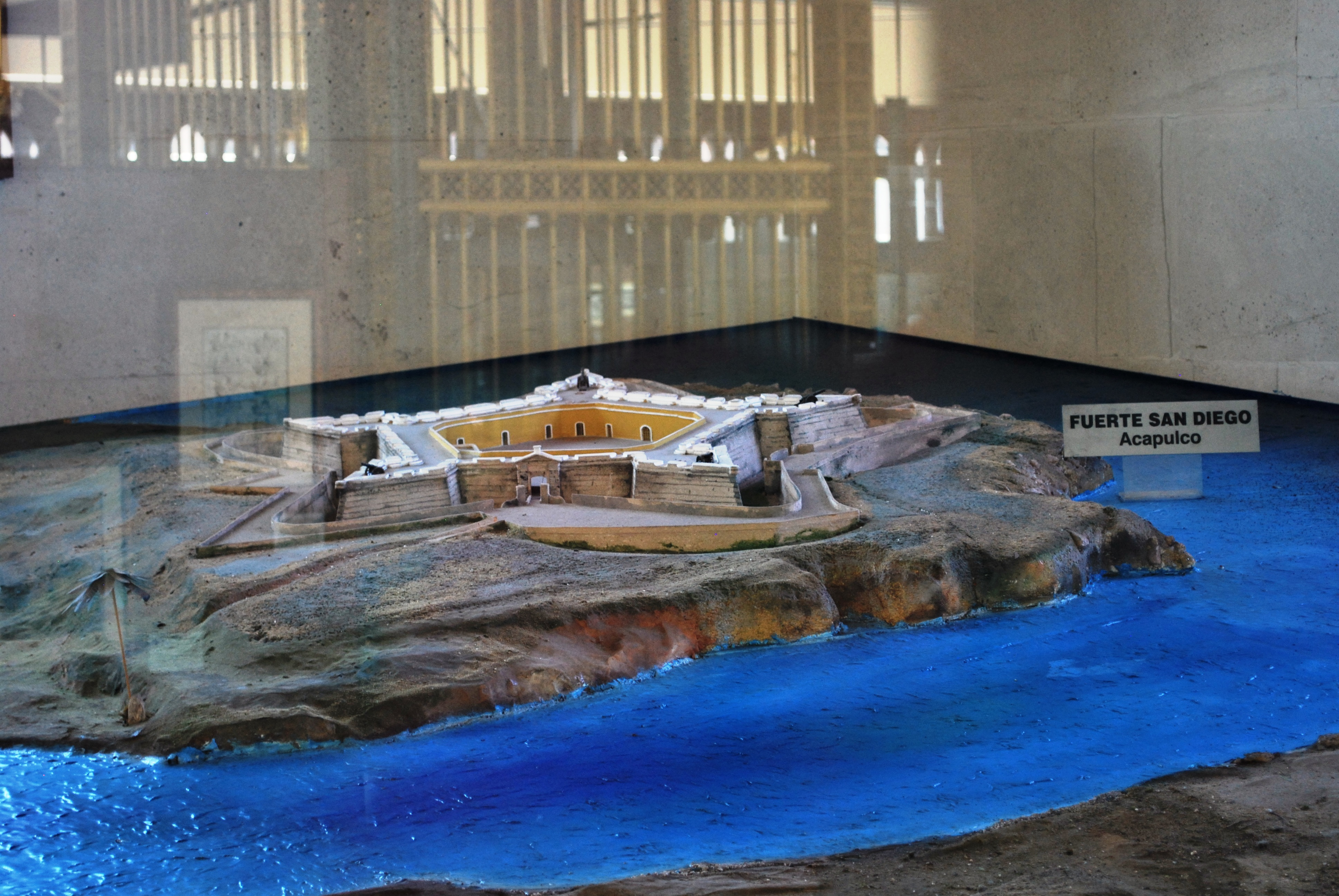
Maqueta del Fuerte de San Diego.
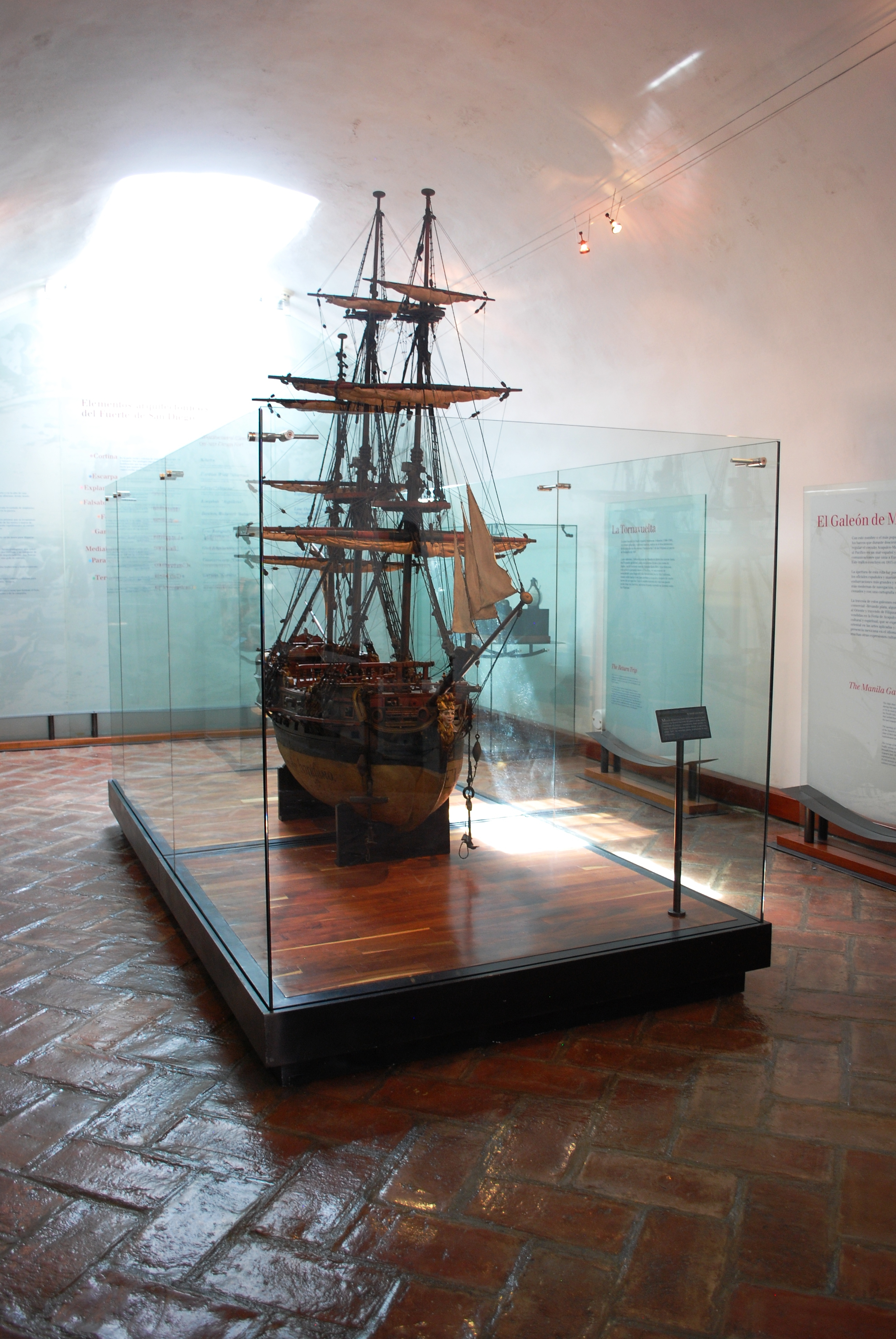
Maqueta del barco San Pedro de Cerdeña.
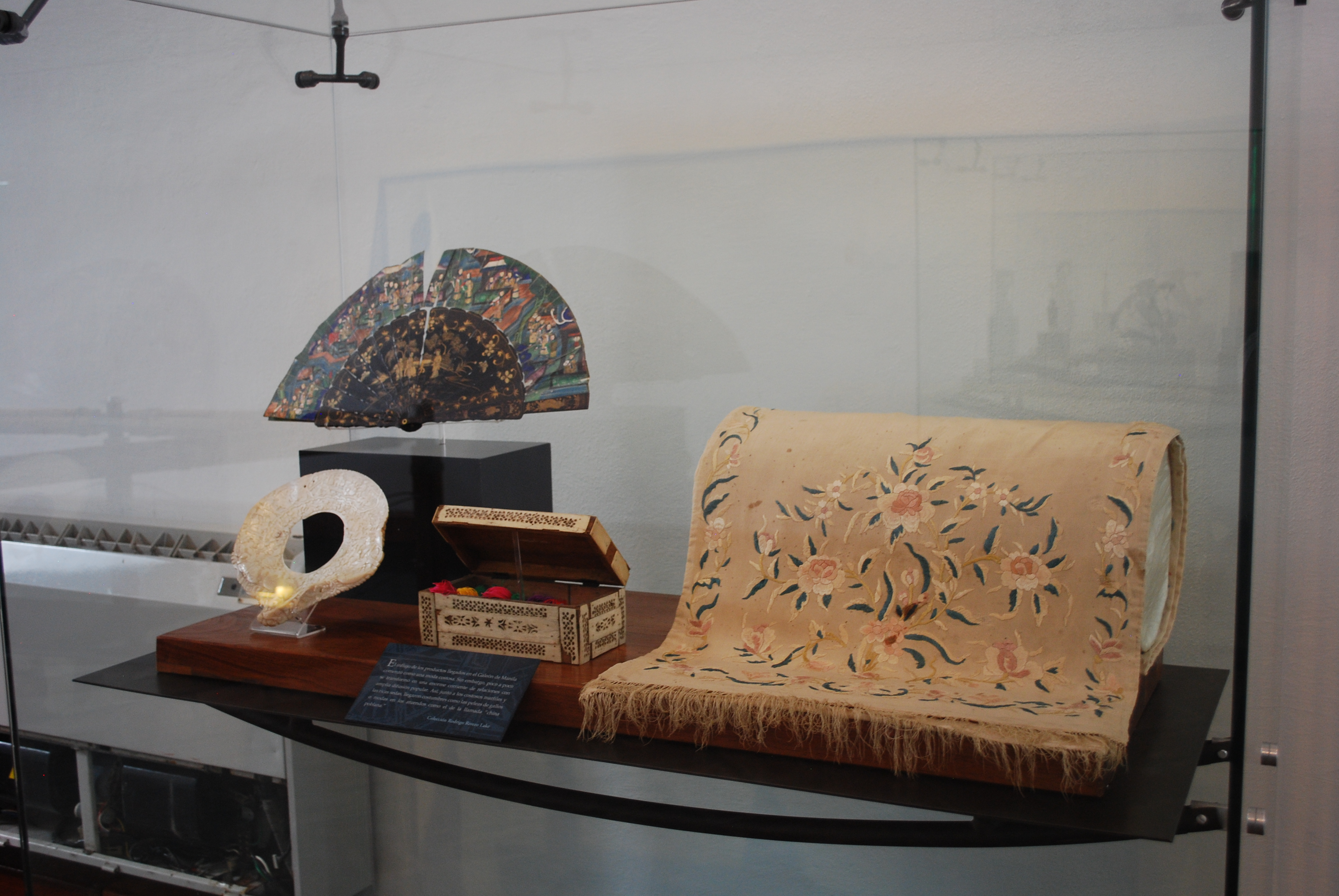
Muestras de productos traídos a través del Galeón de Manila.
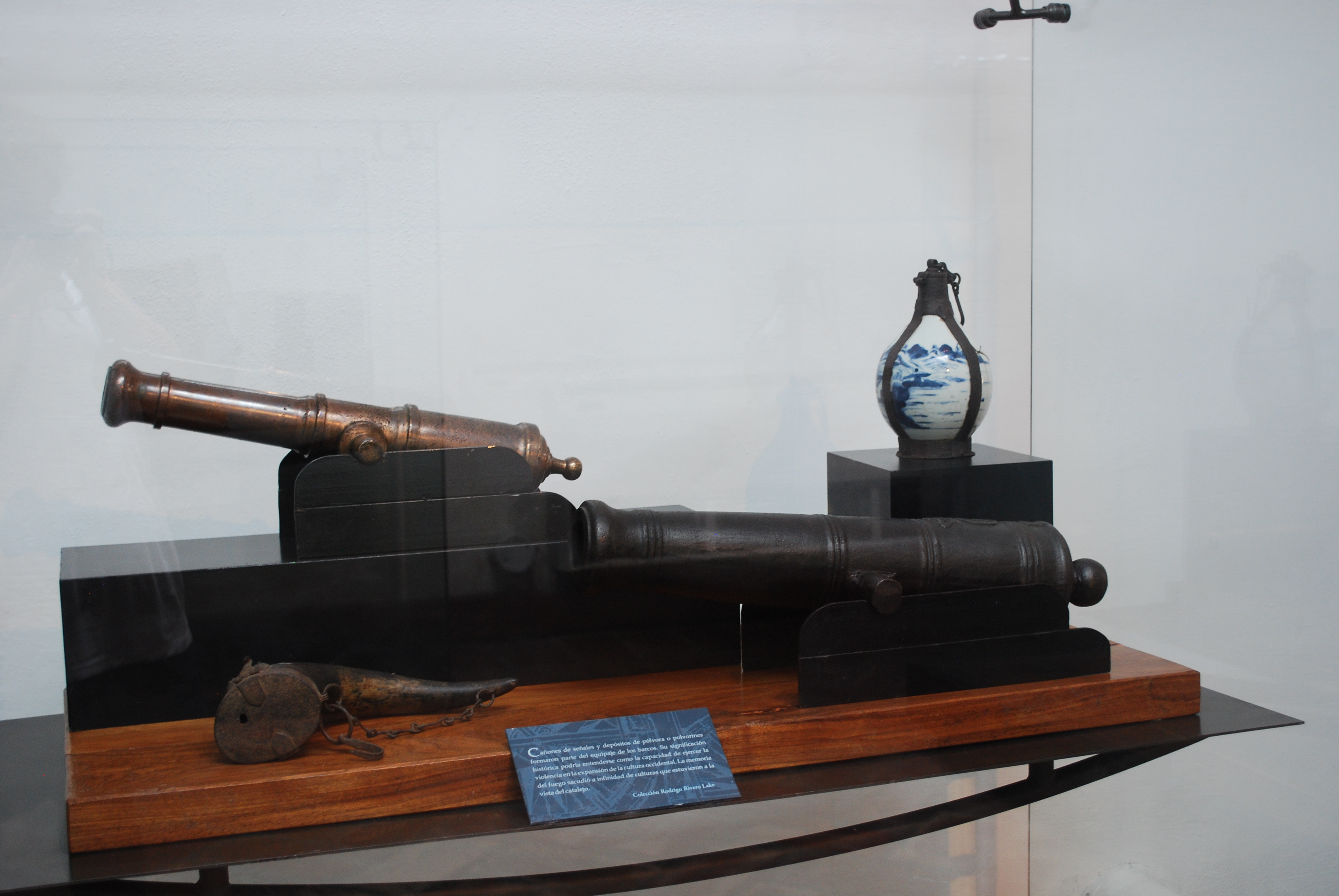
Señale cañones y otros artículos transportados por barcos dentro y fuera de Acapulco.
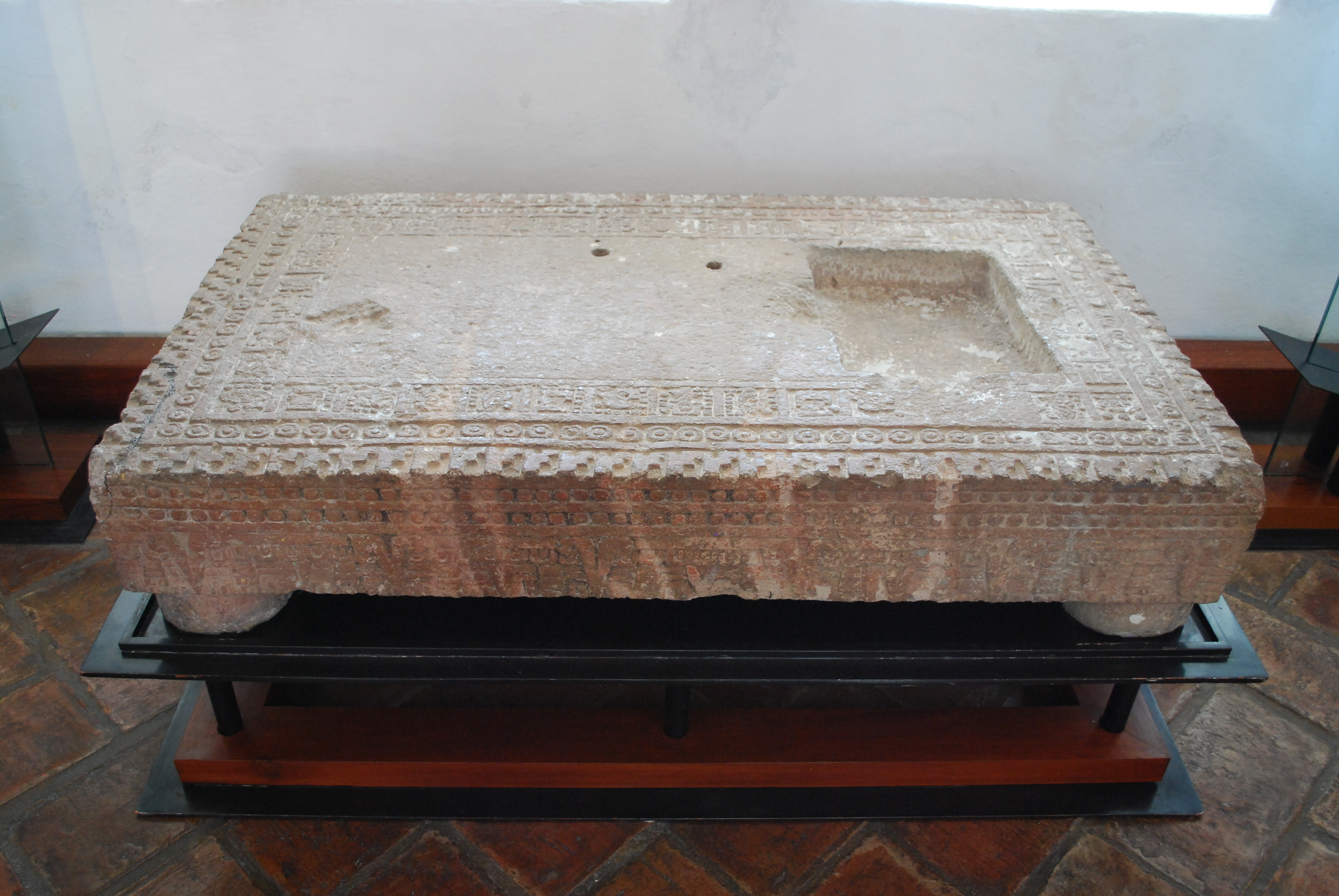
Tableta de piedra prehispánica.
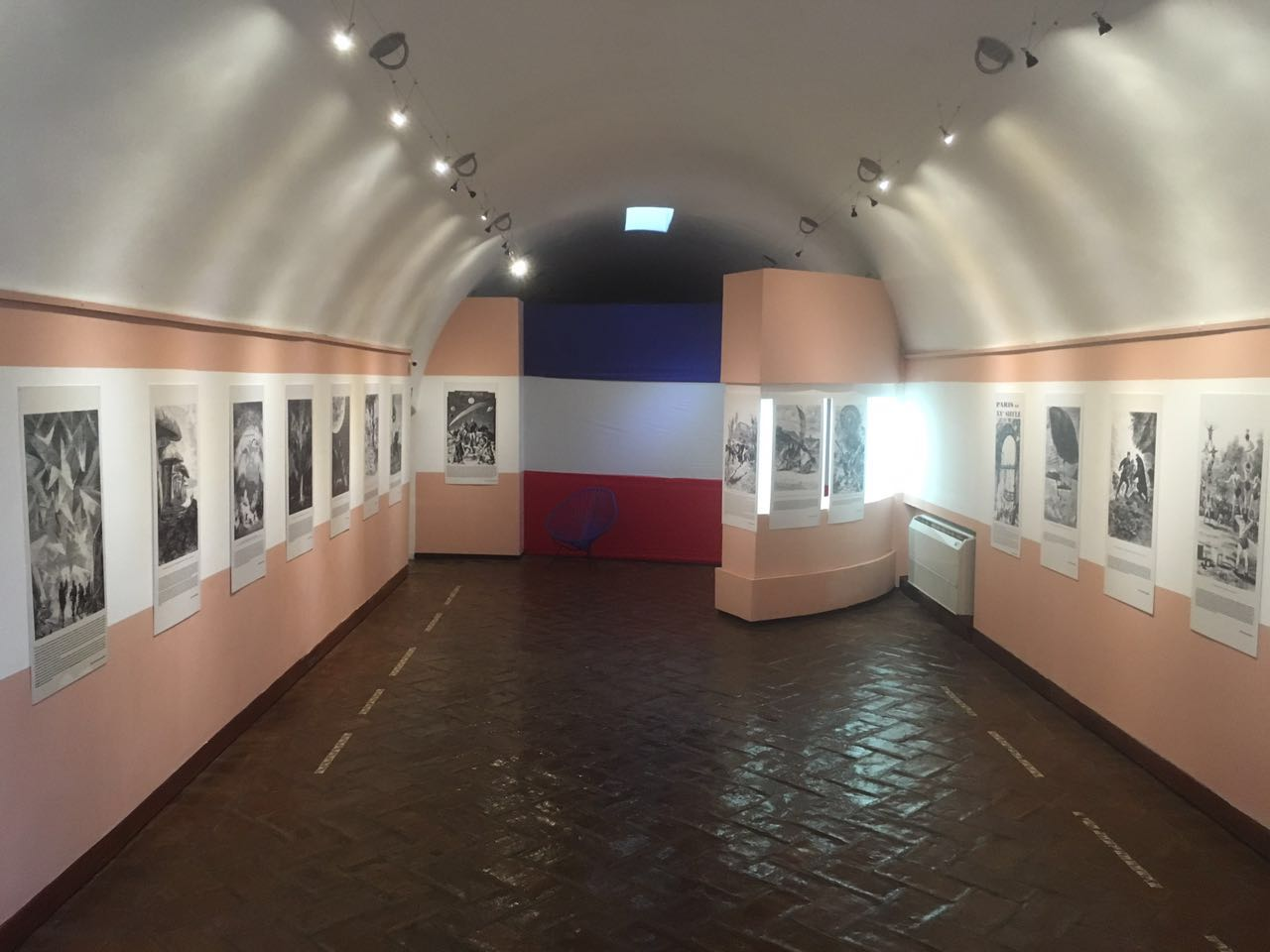
Exposición Voyages extraordinaires.